# Nishi-Sugamo (metropolitana di Tokyo)
Nishi-Sugamo (西巣鴨駅?, Nishi-Sugamo-eki) è una stazione della metropolitana di Tokyo che si trova a Toshima. La stazione è servita dalla linea Mita della Toei Metro.

## Struttura
La stazione è dotata di una piattaforma centrale a isola con due binari sotterranei.
| 1 | Linea Mita | per Sugamo, Hibiya, Shirokane-Takanawa, Meguro e linea Tōkyū Tōyoko |
| 2 | Linea Mita | per Takashimadaira e Nishi-Takashimadaira                           |

## Stazioni adiacenti
| «          | Servizio   | »             |
| Linea Mita | Linea Mita | Linea Mita    |
| ---------- | ---------- | ------------- |
| Sugamo     | -          | Shin-Itabashi |